# 8466 Leyrat
A 8466 Leyrat (ideiglenes jelöléssel (8466) 1981 EV34) a Naprendszer kisbolygóövében található aszteroida. Schelte J. Bus fedezte fel 1981. március 2-án.